# Венский симфонический оркестр
Венский симфонический оркестр (нем. Wiener Symphoniker) — австрийский симфонический оркестр.
Был основан австрийским дирижёром Фердинандом Лёве в 1900 году как оркестр Венского концертного общества, первый концерт состоялся 30 октября. Первоначально выступал с концертами популярной музыки, но вскоре перешёл к более серьёзным программам. С 1913 года оркестр базируется в концертном комплексе «Венский Концертхаус». В 1933 году он получил своё нынешнее название.

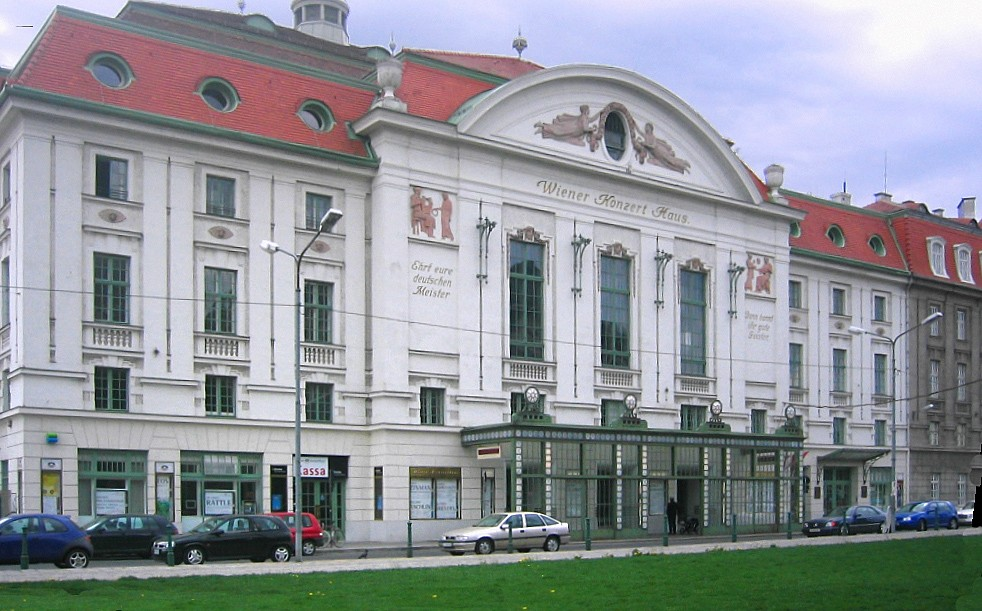
Венский Концертхаус

## Главные дирижёры
- Фердинанд Лёве
- Вильгельм Фуртвенглер
- Освальд Кабаста
- Ханс Зваровски
- Герберт фон Караян
- Вольфганг Заваллиш
- Йозеф Крипс
- Карло Мария Джулини
- Геннадий Рождественский
- Жорж Претр
- Рафаэль Фрюбек де Бургос
- Владимир Иванович Федосеев
- Фабио Луизи
- Филипп Жордан
- Андрес Ороско-Эстрада

## Известные музыканты оркестра
- Буш, Адольф (скрипка)
- Грюммер, Пауль (виолончель)
- Крипс, Йозеф (скрипка)
- Туркович, Милан (фагот)
- Фриба, Ханс (контрабас)